# Legend of the Blue Sea
Legend of the Blue Sea (푸른 바다의 전설 Pureun Bada-ui Jeonseol) ist eine südkoreanische Fernsehserie mit Lee Min-ho und Jun Ji-hyun. Sie besteht aus 20 Episoden und wurde vom 16. November 2016 bis zum 25. Januar 2017 auf SBS ausgestrahlt.

## Handlung
Die Serie erzählt die Liebesgeschichte von Shim Cheong (gespielt von Jun Ji-hyun), einer Meerjungfrau, die sich plötzlich im modernen Seoul wiederfindet. Sie stammt aus der Joseon-Zeit und gelangt durch eine Reihe von Ereignissen ins 21. Jahrhundert. Dort trifft sie auf Heo Joon-jae (gespielt von Lee Min-ho), einen charmanten Betrüger, der aus einer adeligen Joseon-Familie stammt. Heo Joon-jae, der in jeder seiner Betrügereien unterschiedliche Identitäten annimmt, ist von Shim Cheongs Unschuld und Reinheit fasziniert. Obwohl er anfangs vorhat, sie zu betrügen, beginnt er Gefühle für sie zu entwickeln.

## Besetzung

### Hauptbesetzung
- Jun Ji-hyun als Se-hwa / Shim Cheong
  - Kal So-won als Se-hwa (kind)
  - Shin Eun-soo als Se-hwa (Jugendliche)
- Lee Min-ho als Kim Dam-ryeong / Heo Joon-jae
  - Jeon Jin-seo als Kim Dam-ryeong / Heo Joon-jae (Kind)
  - Park Jin-young als Kim Dam-ryeong / Heo Joon-jae (Jugendlicher)

### Nebenbesetzung
- Lee Hee-joon als Jo Nam-doo / Park Moo
- Shin Won-ho als Tae-oh
- Shin Hye-sun als Cha Shi-ah
- Lee Ji-hoon als Heo Chi-hyun
- Na Young-hee als Mo Yoo-ran
  - Shim Yi-young als Mo Yoo-ran (jung)
- Hwang Shin-hye als Kang Seo-hee
  - Oh Yeon-ah als Kang Seo-hee (jung)
- Sung Dong-il als Herr Yang / Ma Dae-young
- Choi Jung-woo als Heo Gil-joong
- Moon So-ri als Ahn Jin-joo